# Viva Piñata
Viva Piñata is een computerspel voor de Xbox 360 en Microsoft Windows. Het spel is ontwikkeld door Rare en uitgegeven door Microsoft Game Studios. Op de E3 van 2007 werd bekend dat er een Windows-versie van het spel zou komen, en een nieuw spel rond de papieren poppen op de Xbox 360, later uitgegeven als Viva Piñata: Trouble in Paradise.
Het spel is het beste te omschrijven als een simulatiespel. Het is de bedoeling dat de speler een tuin ontwerpt en behoudt, waar verschillende dieren (Piñata's) zich goed voelen en besluiten om in de tuin te blijven wonen. De speler doet dit allemaal met een schep. Hiermee wordt de grond bewerkt en kunnen vijvers gegraven worden. De speler kan verschillende bloemen en planten poten en verschillende huisjes (hokken) bouwen voor de dieren.
Inmiddels is er ook een tekenfilmserie met dezelfde naam, waarin de personages uit het computerspel voorkomen.

## Ontvangst
| Beoordeeld door                | Platform | Datum            | Score |
| ------------------------------ | -------- | ---------------- | ----- |
| Xbox360Achievements            | Xbox 360 | 21 februari 2008 | 90%   |
| Xbox Front                     | Xbox 360 | 3 december 2006  | 89%   |
| Daily Game                     | Xbox 360 | 14 november 2006 | 84%   |
| Gamers.at                      | Xbox 360 | 6 december 2006  | 82%   |
| Tap-Repeatedly/Four Fat Chicks | Xbox 360 | februari 2007    | 80%   |
| Video Game Talk                | Windows  | 5 januari 2008   | 80%   |
| Eurogamer.net (GB)             | Windows  | 17 november 2007 | 80%   |
| Eurogamer.de                   | Xbox 360 | 1 december 2006  | 80%   |
| PC Gameplay (Benelux)          | Windows  | februari 2008    | 79%   |
| YouGamers                      | Windows  | 18 december 2007 | 75%   |

## Trivia
- Het spel is opgenomen in het boek 1001 Video Games You Must Play Before You Die van Tony Mott.